# فتحية دبش
فتحية دبش هي كاتبة وناقدة أدبيّة تونسيّة تُقيم في فرنسا. حقَّقت دبش شهرة كبيرة في العالم العربي رغم أنّ مسيرتها المهنيّة في عالم الكتابة والنشر والتأليف في بدايتها وذلك بعد فوز روايتها الأولى «ميلانين» التي صدرت عام 2019، بجائزة كتارا للرواية العربية، فئة الروايات المنشورة وذلك في دورتها السادسة (2020).

## الحياة المُبكّرة والتعليم
وُلدت فتحية دبش في مدينة مارث بالجمهورية التونسية. زاولت تعليمها الابتدائي والثانوي والجامعي في جزءٍ منه بتونس قبل أن تُهاجر إلى فرنسا سنة 1997 لإكمال دراستها بالجامعة من جديدٍ وتتحصَّل على شهادة ماجستير في اللغة والأدب العربي، كما حصلت على شهادات أخرى في ميدان الطفولة والتربية لتنشيط رياض الأطفال وإدارتها من معاهد فرنسية. بدأت فتحيّة مسيرتها المهنيّة مبكرًا حينما عملت مدرّسة للغة العربية في المعاهد الثانوية التونسية قبل هجرتها ثم أستاذة تعليم ابتدائي باللغة الفرنسية بالمدارس الفرنسية حتى أواخر 2012. نشرت الكثير من المقالات النقدية والأدبية والفكرية على مواقع رقمية متعددة وكذلك بالجرائد والمجلات الورقية المحكمة، كما شاركت في عددٍ من الملتقيات المهتمة بالسرد إبداعًا ونقدًا وتُشرف على جملة من المجموعات الأدبية الرقمية.

## المسيرة المهنيّة
حمل أوّل إصدارات الكاتبة عنوان «رقصة النار» وهو مجموعة قصصية قصيرة جدًا، صدر عن دار الثقافية للنشر بالمنستير بالجمهورية التونسية عام 2017، ثم تلاها الإصدار الثاني وعنوانه «صمت النواقيس» وهو مجموعة قصصية سردية هجينة صدرت سنة 2018 عن دار تطوير المهارات للنشر والتوزيع بالقاهرة بجمهورية مصر العربية، كما شاركت في كتاب قصصي قصير جدًا بعنوان «ترانيم القصص» عن مجموعة كتاب ومبدعو القصة القصيرة جدًا سنة 2018، فضلًا عن المشاركة في كتاب نقدي جماعي انبثق عن ملتقى الأدب الوجيز في العاصمة اللبنانيّة بيروت عام 2019.
صدرت للكاتبة التونسيّة فتحية دبش أول روايةٍ مشهورة جدًا لها لها تحت عنوان «ميلانين» (166 صفحة من القطع الوسط) عن منشورات دار العرب للنشر والتوزيع في بورسعيد بدولة مصر العربيّة، كما صدرت في طبعة ثانية عام 2020. اعتمدت فتحية في روايتها على نص ممزوجٍ بلغة شاعرية ومؤثث بسردية معيّنة تُحاول فيها الكاتبة الإجابة عن أسئلة الوجود والذات.
تسرد روايةُ «ميلانين» يوميات صحفية تونسية سوداء، وجدت نفسها خارج بلدها (تونس) في تماسّ مع برد العاصمة الفرنسيّة باريس وليلها محمولة بقلق مبعثه أسئلة الحيرة والتشظي والبحث عن الذات. تحكب الكاتبة في روايتها عن هاجس الذهاب إلى عوالم وأضواء وهتافات ومغامرات، بدايةً من لحظة ركوب سيارة أجرة، خارجةً من مطار محتشد بمرتاديه إلى ليل مدينة ساطع ومربك.
بطلة الرواية هي «أنيسة عزوز» التي تستهلُّ رحلة قلقها: قلق المسافات والانتظار، قلق الاستجوابات والأسئلة، قلق الخوف من المجهول والإقدام عليه، وقلق الوصول أخيرًا إلى محطة لن تفضي إلا إلى محطة أخرى. تُقاسي أنيسة عزوز التهميش، فتظلُّ رغم قدراتها العلمية ومكاسبها الإنسانية، مختزلة في لونها الأسود، فلا يراها الآخرون الطالبة ولا الصحفية الناجحة بل يرونها دائما (أنيسة السوداء). تُعاني المرأة تهميشا جعل منها المهاجرة غير المرغوب فيها. حاولت فتحية كما ذكرت في وقتٍ ما تسليط الضوء على الظلم الجندري الذي يقتحمُ واقع النساء في مجتمعات معيّنة.
تكتبُ فتحية أيضًا عن قوانين الرقابة، من خلال التطرق لموضوع الصحفية للتونسية التي تُسافر إلى فرنسا وبالضبطِ باريس في إطار العمل للتحقيق في موضوع المهاجرين العرب في فرنسا، بحيثُ تدور أحداث الرواية بين تونس وفرنسا (الجنوب والشمال). ركّزت دبش في روايتها – كما قال بعض النقاد – على فكّ العلاقة المتشابكة بين مفهوم الهوية الثابتة والهوية المتحولة، لتطرح من خلال التحقيق قضيتها هي كتونسية سوداء عاشت الإقصاء في تونس كما ذكرت سابقًا.

## آراء
تصفُ فتحية دبش نفسها بالكاتبة التي تُحاول أن تخترق الموت بالكتابة وتُحاول أن تخترق الحياة أيضًا بالكتابة، بل تصفُ نفسها بالفانوس الذي يُحاول أن يضيء عتمة الإنسان وإن احترق. تُرجع فتحية مكتسباتها الفكريّة والثقافيّة والأدبيّة من تراكمات عديدة أهمُّها شغفها بالفلسفة عمومًا وبفلسفة الأديان والتيارات الأدبية والفكرية قديمها وحديثها كما تقول.
تُركّز فتحية في كتاباتها على الإنسان منتقدةً كلَّ العنف المسلط عليه وخاصة عندما يكون هذا الإنسان مختلفًا في النوع أو اللون أ العرق أو الثقافة أو الدين وما إلى ذلك، كما تنتقدُ الكاتبة التونسيّة كل الدم المُسَال ولهذا تكتبُ عن المرأة وقضاياها وعن المهاجرين وقضاياهم وعن الأطفال والمشردين وغيرهم.
تعتقدُ فتحيّة أنَّ الكتابة كالحب تحتاجُ إلى الحرية: الحرية من كل ارتباطٍ لا يتحكَّم فيه الكاتب. تنحازُ فتحية دبش للقصّة القصيرة جدًا لأنها كتابة تُناصف بين الكاتب والقارئ كما ترى. تكتبُ فتحيّة عن قضايا كبرى كالاغتصاب وزنا المحارم والسجن السياسي و الحروب وكلّ قضايا الراهن كما تصفها، كما تكتبُ عن البيدوفيليا والتحرش الجنسي بالأطفال. تُركّز فتحية أيضًا على العنصرية، وخاصَّة العنصرية التي يلقاها المهاجرون كما والسود خاصة. تُؤكّد فتحية على جانبٍ آخر أنَّ الكاتب لا ينفصلُ عن واقعه، والواقع السياسي خصبٌ جدًا – بحسبها – لأنه واقعٌ تحكمه الصراعات والتقلبات. ترى دبش أنّ الحراك الثقافي بعد الثورات العربية استفاد من التحولات بشكل عام.

## الجوائز
حازت فتحية دبش على جائزة ملتقى الأدباء الشبان بقليبية بتونس سنة 1996، كما فازت عام 2020 بجائزة كتارا في فئة الروايات العربية المنشورة في دورتها السادسة. قالت دبش بعد التتويج: «إنّ للفوز وبقطع النظر عن اسم الجائزة طعم الفرح والسعادات والتحليق ... انفعالاتٌ قد لا نعيها في اللحظة ولكننا حالما نهدأ نفتح القلب ونطلق زفرة ونقول: «لقد فعلتها»» وأضافت دبش: «حين تلقيتُ خبر فوز روايتي بالجائزة، وضعت الهاتف إثر الاتصال وتركت لجنوني الحلول في جسدي. لا أدري كيف تمالكت نفسي وشكرت المتصل. دخلت مباشرة إلى المواقع التواصلية أبحث عن يقيني. ثم ضحكت وبكيت ورقصت.»

## قائمة أعمالها
هذه قائمةٌ بأبرز أعمال الكاتبة التونسية فتحية دبش:
- رقصة النار[30]
- صمت النواقيس[31]
- ترانيم القصص[32]
- ميلانين[33]